# Javier Pérez Sandoval
Javier Pérez Sandoval (Bogotá, 23 de abril de 1980) es un guitarrista, arreglista, compositor y productor colombiano nominados al premio Latin Grammy.  

## Biografía
Fundador de la agrupación Carrera Quinta creada en 2006, con la cual fue nominado al Latin Grammy y a los Independent Music Awards en 2016 por su álbum Carrera Quinta Big Band. Gracias a sus aportes académicos en la exploración de lenguajes propios de las músicas colombianas en grandes formato como Big Band y orquesta, ha sido invitado a diferentes instituciones académicas para dictar talleres en territorio colombiano como Universidad Del Valle, Universidad El Bosque , entre otras. También a nivel internacional en Berklee College of Music.
Ha sido invitado junto a Carrera Quinta a presentarse en festivales de jazz como Panama Jazz Festival, Festival Contrapunto en Teatro Colón, entre otros, donde también ha tenido la oportunidad de dictar talleres sobre músicas colombianas. Realizó sus estudios de maestría en composición jazz en la Universidad de Louisville, bajo la tutoría del arreglista norteamericano John La Barbera
Actualmente se desempeña como director de los programas de Maestría en Músicas Colombianas y el Programa de Formación Musical de la Universidad El Bosque.

## Premios y reconocimientos
- Ganador Premio de Composición Instrumental de Repertorios Pedagógicos en 2020. Idartes[8]
- Ganador reconocimiento a Publicaciones Musicales Programa Nacional de Estímulos Ministerio de Cultura de Colombia en 2019.
- Ganador Beca Circulación Internacional Ministerio de Cultura 2018.
- Nominación premios Latin Grammy, categoría mejor álbum de jazz latino 2016.
- Nominación premios Independent Music Awards , categoría mejor álbum de jazz instrumental 2016.
- Ganador premio de composición Bogotá Ciudad Creativa de la Música, categoría mediano formato en 2013, Idartes.[9]
- Ganador Beca Nacional de Investigación en Música del Ministerio de Cultura de Colombia en 2006[10]

## Publicaciones
- 17 Obras para formato de Big Band. Libro 2019. Editor. Ganador Premio Publicaciones Ministerio de Cultura.
- Método de Improvisación en el Pasillo de la Región Andina Colombiana” Publicado por Sic Editorial Bucaramanga y Ministerio de Cultura 2006 ISBN 958-708-224-9
- "Pasillos, Bambucos, Guabinas, una visión urbana" 2009. Libro, Publicación Independiente. ISBN 978-958-44-5894-0
- Octubre 2009. Artículo Publicado en el libro "Doce años de Historia". Programa Nacional de estímulos. Ministerio de Cultura 1998 - 2009. Página 60. ISBN 978-958-8250-76-2. Ministerio de Cultura Bogotá.
- " Improvisación en el Pasillo y el Bambuco de la Región Andina Colombiana". Artículo publicado en la Revista A Contratiempo N14 Julio 31 2010. ISSN 2145-1958.

## Producciones
- Desde Adentro - Francy Montalvo (2020) -  Productor.
- Traslaciones - Carrera Quinta (2019) - Productor, Compositor y Guitarrista.
- Carrera Quinta Big Band - Carrera Quinta (2015) - Productor, Compositor y Guitarrista. Nominación Latin Grammy.
- En Esencia - Carrera Quinta (2009) - Productor, Compositor y Guitarrista.